# لیکوی شمشیری رگه‌سیاه
لیکوی شمشیری رگه‌سیاه (نام علمی: Erythrogenys gravivox) یک گونه از پرندگان خانواده لیکویان جهان قدیم است. این گونه در چین، لائوس، میانمار و ویتنام یافت می‌شود، جایی که زیستگاه طبیعی آن جنگل‌های دشت نمناک نیمه‌گرمسیری یا گرمسیری و جنگلهای کوهستانی نمناک نیمه‌گرمسیری یا گرمسیری است.